# Янушовице (гмина Сломники)
Янушови́це (пол. Januszowice) — село в Польше в сельской гмине Сломники Краковского повета Малопольского воеводства.

## География
Село располагается в 5 км от административного центра гмины города Сломники и в 24 км от административного центра воеводства города Краков.

## История
Впервые село упоминается в документе краковского епископа Иво Одровнжа, который пишет о своём двоюродном брате Виславе, который проводил до Прандоцина цистерцианцев, которые владели частью села Янушовице. Другой частью села владел монастырь иоаннитов в Загости. В 1320 году иоанниты утратили эту часть села, которая куявскому епископу. Позднее село перешло во владение польскому королю Владиславу I Локетеку.
В 1975—1998 годах село входило в состав Краковского воеводства.

## Население
По состоянию на 2013 год в селе проживало 640 человек.
| 2007 | 2013 |
| ---- | ---- |
| 661  | 640  |

| Перепись  | Всего   | Всего | Женщины | Женщины | Мужчины | Мужчины |
| --------- | ------- | ----- | ------- | ------- | ------- | ------- |
| Единицы   | человек | %     | человек | %       | человек | %       |
| Население | 640     | 100   | 330     | 51,56   | 310     | 48,44   |